# Etklorvynol

Strukturformel för etklorvynol.

Etklorvynol, summaformel C7H9ClO, är ett lugnande och sömngivande preparat, patenterat 1956 av Pfizer. Preparatet används inte som läkemedel i Sverige.
Ett av varunamnena för detta ämne var Placidyl. De tabletterna var en bland många som Elvis Presley använde.
Substansen är narkotikaklassad och ingår i förteckning P IV i 1971 års psykotropkonvention, samt i förteckning IV i Sverige.